# اعتصام بريدة 2013
اعتصام بريدة هو اعتصام حدث في 1 مارس 2013 قام به أهالي بعض المعتقلين السياسيين من التيار الجهادي أمام مبنى هيئة التحقيق والادعاء العام في مدينة بريدة عاصمة منطقة القصيم للمطالبة بالإفراج عن ذويهم من سجون المباحث العامة السعودية و قامت الأجهزة الأمنية بعد 12 ساعة من الاعتصام بفضه بالقوة بعد فشل المفاوضات مع المعتصمين وألقت أجهزة الأمن القبض على 161 شخص من المعتصمين بينهم 15 امرأة وبعض الأطفال والقاصرين 

## استقالة بعض الصحفيين
قام عدد من الصحفيين من منطقة القصيم بتقديم استقالاتهم بصحيفة الشرق السعودية بسبب مانشيت بالصحيفة عن أحداث الاعتصام وصفوه بالعنصرية ضد أهالي منطقة القصيم 

## محاكمة المعتصمين
بعد اعتقال 161 من المعتصمين أفرجت السلطات عن 100 شخص لاحقاً وبقي 55 شخصاً معتقلاً وجرت محاكمات في عام 2014 للمتظاهرين في بريدة من بينهم المعتصمين أمام مبنى هيئة التحقيق والادعاء العام و شملت الأحكام القضائية السجن والمنع من السفر لفترات زمنية مختلفة 

## تفجير مسجد قوات الطوارئ 2015
أعلن المتحدث الرسمي باسم وزارة الداخلية السعودية بأن منفذ تفجير مسجد قوات الطوارئ 2015 في أبها يوسف سليمان عبد الله السليمان الملقب بـأبو سنان النجدي سبق وأن قبض عليه في 2013 في إحدى التجمعات والاعتصامات في بريدة قبل أن يفرج عنه لعدم إدانته 